# ねがい (漫画)
『ねがい』は、楳図かずおの恐怖漫画。小学館『週刊少年サンデー』1975年16号に読み切りとして掲載された後、少年サンデーコミックス版『漂流教室』第11巻（最終巻）の巻末に収録された。
2005年に、“楳図パーフェクション”のうち1冊の表題作として刊行される（ISBN 9784091878922）と共に、『楳図かずお恐怖劇場「ねがい」』として映画化された。

## あらすじ
ある日の学校の帰り、等はゴミ捨て場から木の切れ端を見つける。木を家に持ち帰った等は、それに目や体をつけ大きな人形にする。等はそれをモクメと名付け、自分の友達にする。
ところがある日、等の小学校に女の子が転校してくる。彼女と仲良くなった等は、モクメが邪魔になったので捨ててしまう。しかし、モクメは自分で動きだし、等の家に復讐にやってくる。

## 登場人物
等（ひとし）
演:笠原織人
木でモクメをつくった小学生。映画版では柚木等となっている。
浦野智子（うらのともこ）
演:奥村夏未
等の小学校に転校してきた子。
等の父
演：尾美としのり
等の母
演：遠山景織子
モクメ
等が木の切れ端でつくった人形。

## 映画版スタッフ
- 監督:清水厚

| スタブアイコン | サブスタブ | この項目は、まだ閲覧者の調べものの参照としては役立たない、映画に関連した書きかけの項目です。この項目を加筆・訂正などしてくださる協力者を求めています（P:映画/PJ:映画）。 |